# Муджо
Муджо (итал. Muggiò) — коммуна в Италии, в провинции Монца-э-Брианца области Ломбардия.
Население составляет 23 287 человек (2008 г.), плотность населения составляет 4173 чел./км². Занимает площадь 5,58 км². Почтовый индекс — 20053. Телефонный код — 039.
Покровителями коммуны почитаются святые апостолы Пётр и Павел, празднование 29 июня.

## Демография
Динамика населения:

## Администрация коммуны
- Официальный сайт: https://web.archive.org/web/20110114062018/http://www.comune.muggio.mi.it/